# Terrible Jungle
Pour plus de détails, voir Fiche technique et Distribution.
Terrible Jungle est une comédie d'aventure française réalisée par Hugo Benamozig et David Caviglioli et sortie en 2020.

## Synopsis
Eliott de Bellabre, jeune anthropologue naïf, part en Guyane, étudier les Otopis, un peuple mystérieux d'Amazonie. C'est aussi l'occasion pour lui de s'éloigner de l'emprise de sa mère, la possessive Chantal de Bellabre. Mais celle-ci, inquiète pour lui, décide de partir à sa recherche en s'aventurant dans l'étrange forêt amazonienne. Là, il découvre que les Otopis ne sont pas des indiens qui prennent soin de la nature et qui vivent comme autrefois, mais qu'ils ont internet, font de l'orpaillage illégal et ne prennent soin de rien. 
En même temps, sa mère veut organiser une campagne de recherche pour le retrouver avec les gendarmes locaux. Mais ceux-ci ne sont que des incompétents, au cours de leur recherche ils manquent de commencer une guerre avec le Brésil. 
Scène inter-générique
Dans sa gendarmerie, Raspaillès félicite son équipe d'avoir retrouvé Eliott et donc d'avoir réussi sa mission.

## Fiche technique
- Titre original : Terrible Jungle
- Réalisation : Hugo Benamozig et David Caviglioli
- Scénario : Hugo Benamozig et David Caviglioli
- Musique : Ulysse Klotz
- Décors : Anne-Sophie Delseries, Thomas Ducos, Anna Le Mouel, David Ribard, Joël Palacios, Olivier Mehari, Stéphane Fonteneau, Éric Trifot,  Jean-Marie Doldourian, Bruno Ronchetti, Bruno Liout, Clément Vernay, Magali Le Fortier et Stéphane Boulard
- Costumes : Judith de Luze
- Photographie : Yann Maritaud
- Montage : Audrey Simonaud
- Production : Wassim Béji et Lénoard Glowinski
  - Production exécutive : Fred Eyriey
- Société de production : 22h22, WY Productions et Apollo Films / production exécutive : Lithops Films
- SOFICA : Cinémage 14, Cinéventure 5, Cofinova 16,LBPI 13, Sofitvciné 7
- Sociétés de distribution : Indie Sales & Apollo Films
- Budget : 3,21 millions d'euros
- Pays d'origine :  France
- Langue originale : français
- Format : couleur
- Genre : comédie d'aventure
- Durée : 91 minutes
- Dates de sortie :
  - France : 22 janvier 2020 (L'Alpe-d'Huez) ; 29 juillet 2020 (sortie nationale)
  - Canada : 19 mars 2021 (Au Québec) ; 19 mars 2021 (sortie internationale)
  - Espagne : 28 mai 2021 (Madrid) ; 28 mai 2021 (sortie internationale)
  - Taiwan : 14 juillet 2021 (Taipei) ; 14 juillet 2021 (sortie internationale)

## Distribution
- Vincent Dedienne : Eliott de Bellabre
- Catherine Deneuve : Chantal de Bellabre
- Alice Belaïdi : Albertine
- Jonathan Cohen : Lieutenant-colonel François-Yves Raspaillès
- Patrick Descamps : Conrad Saint-Gilles
- Stéphan Beauregard : l'Otopi québécois
- Jonas Dinal : Yaguati
- Guillaume Duhesme : Maréchal-des-logis Yannick
- Luca Besse : Maréchal-des-logis Fabrice
- Esteban : le chimiste otopi
- Mao Tao (Francois Carcel) : Ignace
- Manon Rossi : Claire, la vendeuse de Décathlon
- Christopher Payet : Jean-Jacques
- David Erudel : Émilio
- Krishna Khalawonk : Claude
- Lucas Dijoux : Francis
- Olivier Bonjour : Werner Humboldt
- François-Xavier Phan : fils Wong
- Xing Xing Cheng : mère Wong
- Claire Souprayenmestry : femme du fleuve 2
- Jean Pierre Boujard : homme du fleuve 1
- Maroni Bazin : homme du fleuve 2
- Thierry Dubard : homme du fleuve 3
- Jesse Paviel : homme du fleuve 4
- Alain Torrentz : policier brésilien
- John Biglione  : Sergio
- David Chow Yue Chun : un Chapchal au chapeau jaune
- Christian Verlisier : un Chapchal au chapeau rouge
- Bruno Hoarau : gendarme jungle 1
- Jonathan Vicard : gendarme jungle 2
- Maxime Juan : gendarme jungle 3
- Nahni Sida : Nanni
- Josie Ceus : Georgette
- Krishna Khalawon : Claude
- Sébastien Champagne : Humboldt jeune
- Eric Barnabé : Don Orejuel
- Karima Ghanty : Manuela
- Enguerran Boulanger : Blarbe

## Accueil

### Accueil critique
En France, le site Allociné propose une moyenne de 3,7⁄5 à partir de l'interprétation de 17 critiques de presse.
Pour Nathalie Chifflet, des Dernières Nouvelles d'Alsace, « Terrible Jungle, comédie à petit budget et forte énergie, n’est pourtant pas un délire pastiche de Tintin, mais le produit d’un cinéma burlesque débridé, témoignant de la même intéressante folie que La Loi de la jungle (2016) d’Antonin Peretjatko ».
Pour Christophe Caron, de La Voix du Nord, le film est « gentiment cynique et délicieusement absurde » .

### Box-office
| Pays ou région | Box-office      | Date d'arrêt du box-office | Nombre de semaines |
| -------------- | --------------- | -------------------------- | ------------------ |
| France         | 189 527 entrées | 6 octobre 2020             | 10                 |
| Total mondial  | 1 560 874 $     | -                          | -                  |